# ویکتور گنف
ویکتور گنف (بلغاری: Виктор Викторов Генев؛ زادهٔ ۲۷ اکتبر ۱۹۸۸) بازیکن فوتبال اهل بلغارستان است.
از باشگاه‌هایی که در آن بازی کرده است می‌توان به باشگاه فوتبال سنت میرن، باشگاه فوتبال اسپارتاک سمی، باشگاه فوتبال پترولول پلویشت، باشگاه فوتبال کریلیا سووتوف سامارا، باشگاه فوتبال لفسکی صوفیه، باشگاه فوتبال بوتو پلوودیو، و باشگاه فوتبال دینامو مینسک اشاره کرد.
وی همچنین در تیم ملی فوتبال زیر ۲۱ سال بلغارستان بازی کرده است.